# Mary (řeka v Queenslandu)
Mary (anglicky Mary River) je hlavní říční systém v South East a v oblastech Wide Bay-Burnett v Queenslandu v Austrálii. Zvláštností této řeky je, že teče z jihu na sever. V této řece žijí mimo jiné i tři ohrožené druhy, a to krátkokrčka dlouhoocasá (Elusor macrurus), krátkokrčka bělohrdlá (Elseya albagula) a paokoun mramorovaný (Maccullochella mariensis). Bylo plánováno přehrazení této řeky výstavbou přehrady Traveston Crossing. Plánovaná stavba však byla z ekologických důvodů zrušena. V letech 1955, 1992, 1999, 2011, 2013 a 2022 došlo na řece k velkým povodním.

## Etymologie
Řeka byla původně pojmenována 10. května 1842 ranými evropskými průzkumníky Andrewem Petriem a Henrym Stuartem Russellem jako řeka Wide Bay. Její oficiální název byl změněn 8. září 1847 tehdejším guvernérem Nového Jižního Walesu Charlesem Augustem FitzRoyem na Mary River. FitzRoy ji pojmenoval po své manželce Mary Lennox.

## Historie
Řeka Mary byla využívána při splavování dřeva během prvních let evropského osídlení. Navíc objev zlata v Gympie v roce 1867 znamenal příliv osadníků. Náplavové roviny podél řeky Mary a některých jejích přítoků byly využívány k pěstování plodin a v 80. letech 19. století se zde lidé věnovali i malým mléčným hospodářstvím.

## Průběh toku

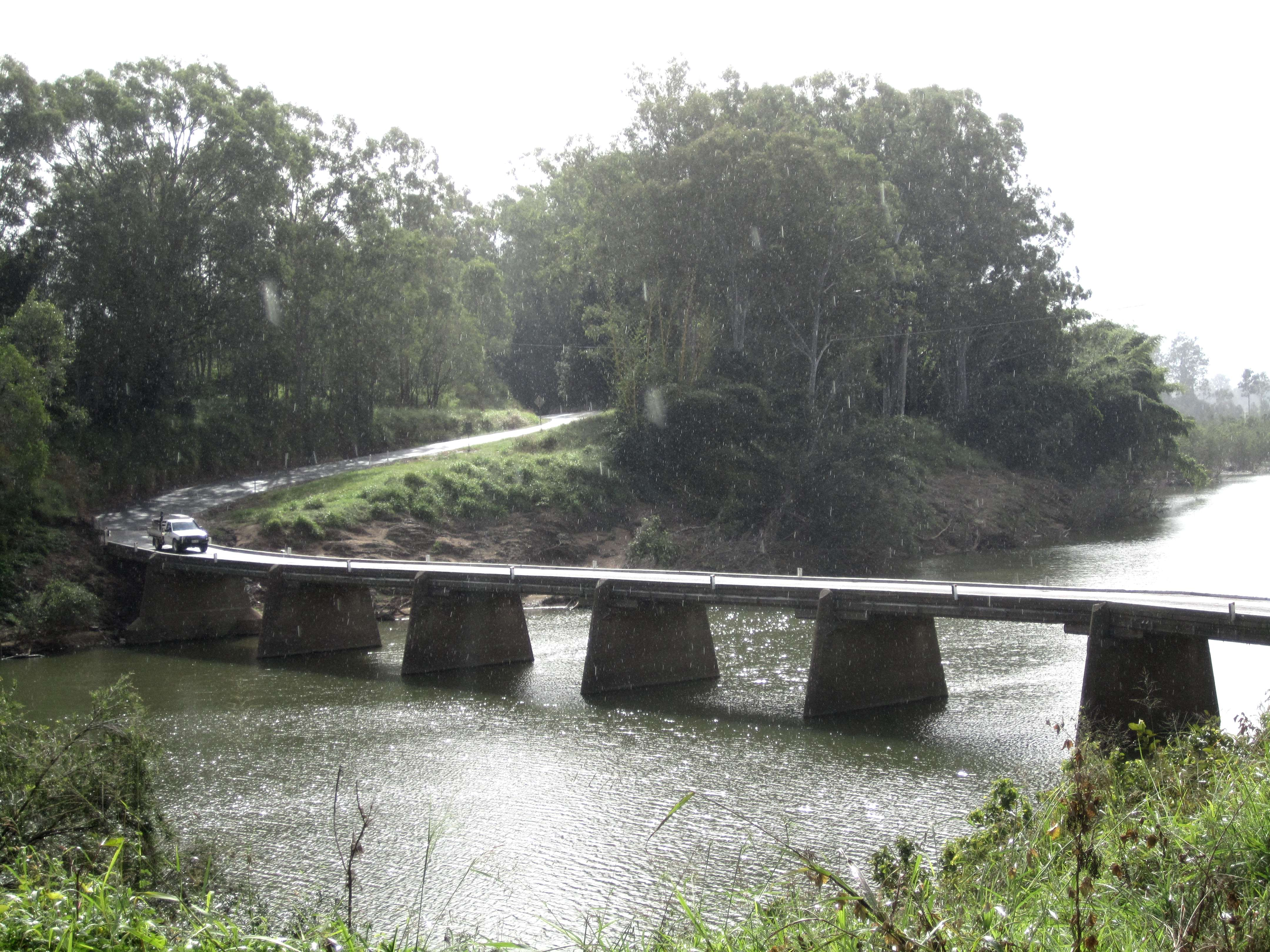
Řeka Mary nedaleko města Tiaro

Řeka Mary pramení v Booroobinu ve vnitrozemí Sunshine Coast, západně od Landsborough. Od svého pramene teče řeka na sever přes města Kenilworth, Gympie, Tiaro a Maryborough, než se vlévá do Great Sandy Strait (průlivu oddělující Fraser Island od pevniny) nedaleko River Heads, 17 km jižně od města Hervey Bay. Řeka se do průlivu vlévá poblíž mokřadů, které mají mezinárodní význam a jsou i na seznamu světového dědictví UNESCO.
Řeka je splavná v délce 37 km od svého ústí až do Maryborough. Mezi pozoruhodné říční přechody patří Dickabram Bridge, Granville Bridge v Maryborough a Lamington Bridge.
Od pramene k jejímu ústí se k Mary připojuje devatenáct přítoků, včetně Tinana Creek, Munna Creek, Obi Obi Creek, Yabba Creek, Wide Bay Creek, Six Mile Creek, Deep Creek a řeky Susan. Délka toku řeky Mary je 291 km a klesá při své cestě o 209 metrů. Povodí řeky zaujímá plochu 9 595 km2 a je ohraničeno pohořími Conondale, Jimma a Burnett.

## Povodně

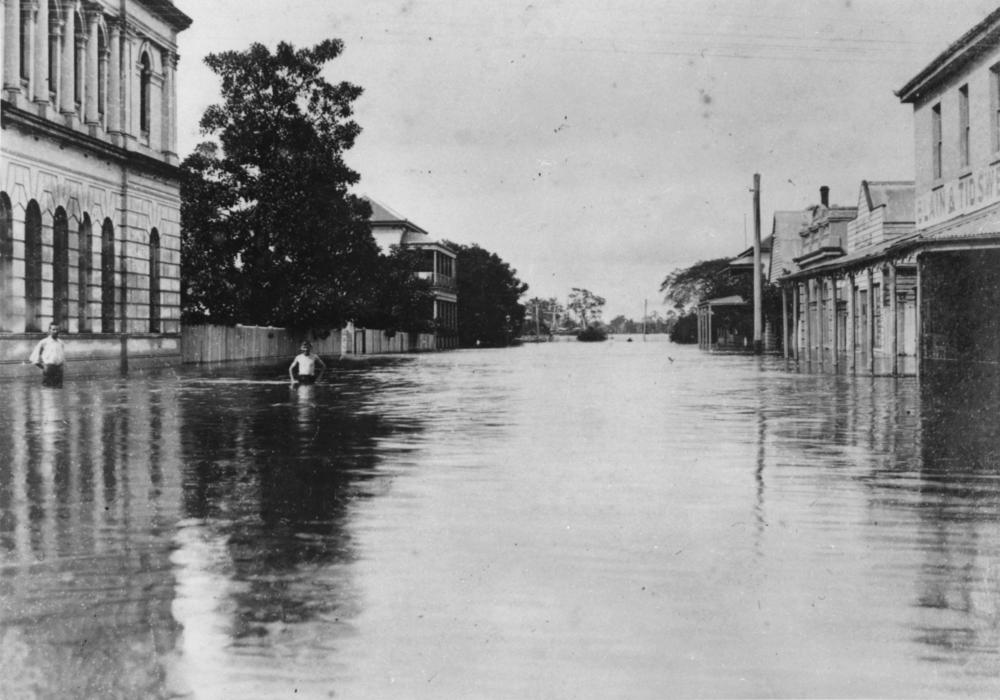
Povodně v Maryborouch v roce 1893

Spolehlivé záznamy o povodňových událostech na řece Mary se datují od roku 1890. V roce 1893 byly v Gympie zaznamenány rekordní povodně s výškou dosahující až 25,45 metru. K velkým záplavám došlo na řece také v roce 1955, kdy výška v Maryborough dosáhla 11,28 metrů. K velkým záplavám došlo také v únoru 1992 v důsledku cyklonu Fran. V únoru 1999 bylo zaplaveno město Gympie poté, co hladina Mary dosáhla výšky 21,95 metru.
Další velké záplavy Mary zažila v letech 2011 až 2012 během záplav v Queenslandu. Na některých místech se řeka zvedla až o dvacet metrů. V Maryborough řeka dosáhla vrcholu na 8,2 metru, zatímco v Gympie byl vrchol 19,3 metru. Vysoká úroveň zákalu zasáhla do přirozeného cyklu rozmnožování některých říčních druhů.
V lednu 2013 řeka zažila velké záplavy poté, co bývalý cyklon Oswald přešel přes její povodí. Při těchto povodních byl vrchol povodně v Maryborough 10,7 metru a v Gympie 20,3 metru. V roce 2022 zasáhla Gympie další povodeň, která vyvrcholila při výšce 22,9 metru. Jednalo se tak o druhou největší zaznamenanou povodeň na této řece.

## Eroze
Na řece Mary dochází k selhání říčního břehu, které má za následek 80 % eroze jemných sedimentů. Mnoho úseků řeky je zbavené stromů a poškozené skotem s tvrdými kopyty a těžbou písku. Provádí se řada protiopatření včetně zarážení pilotových polí do říčního břehu, výsadby stromů, oplocení břehů a instalace napajedel pro hospodářská zvířata mimo tok řeky. Tato opatření mají zabránit pronikání tisíců tun sedimentu do řeky.

## Flora a fauna
V řece žije mimo jiné ohrožená želva krátkokrčka dlouhoocasá (Elusor macrurus). Mezi další vodní živočichy žijící v této řece patří bahník australský (Neoceratodus forsteri) a ohrožený paokoun mramorovaný (Maccullochella mariensis). Mezi významně zranitelné a ohrožené druhy patří také paropucha obrovská (Mixophyes iteratus), rosnice Pearsonova (Ranoidea pearsoniana), loríček žlutoboký (Cyclopsitta diophthalma coxeni), paropucha velkohlavá (Adelotus brevis), Ornithoptera richmondia, duhounek peregijský (Pseudomugil mellis) a Acrodipsas illidgei. V dolních tocích řeky lze příležitostně spatřit krokodýla mořského (Crocodylus porosus).
Na ochranu paokouna mramorovaného během období jeho rozmnožování je v horním toku řeky Mary a v přilehlých tocích zákonem zakázán rybolov v období od 1. srpna do 31. října.